# Dourlers
Dourlers é uma comuna francesa na região administrativa de Altos da França, no departamento do Norte. Estende-se por uma área de 8.74 km². Em 2010 a comuna tinha 560 habitantes (densidade: 64,1 hab./km²).